# 索肖爾瑟克爾 (喬治亞州)
索肖爾瑟克爾（英語：Social Circle）是一個位於美國喬治亞州牛頓縣和沃爾頓縣的城市。

## 地理
索肖爾瑟克爾的座標為33°39′00″N 83°43′00″W / 33.65000°N 83.71667°W，而該地的平均海拔高度為270米（即886英尺）。

## 人口
根據2010年美國人口普查的數據，索肖爾瑟克爾的面積為29.20平方千米，當中陸地面積為29.10平方千米，而水域面積為0.10平方千米。當地共有人口4262人，而人口密度為每平方千米145.96人。